# Tromelin
L'isola di Tromelin (in francese: île Tromelin) è un'isola situata nell'oceano Indiano circa 560 km a nord di Réunion e circa 600 km a nord-est del Madagascar.
Tromelin fa parte delle Isole Sparse dell'oceano Indiano, uno dei distretti delle Terre australi e antartiche francesi. Dal 1976 la sovranità sull'isola è rivendicata da Mauritius.
L'isola non ha porti né approdi e offre solo ancoraggio al largo. Al 2003 risulta presente solo un aeroporto costituito da una pista sterrata lunga 1 050 metri.

## Geografia
L'isola, di forma ovoidale, è lunga circa 1 600 m e larga al massimo 700, si trova a 560 km dalla terra più vicina ed è circondata da fondali profondi circa 4 000 m; essa è composta da un terreno piatto e sabbioso coperto di arbusti sparsi, con un'altitudine che non supera i 7 m s.l.m.
Il clima dell'isola è caratterizzato dalla presenza di venti molto forti, gli alisei vi soffiano da sud-est per gran parte dell'anno e dal frequente transito di cicloni, la flora presenta scarsissima biodiversità essendo composta da arbusti, vi si trovano per contro abbondanti colonie di uccelli marini, sule mascherate (Sula dactylatra), sula piedirossi (Sula sula) e sterna bianca (Gygis alba). L'isola è inoltre un importante luogo di nidificazione delle tartarughe marine.

## Storia
L'isola deve il suo nome all'ufficiale della marina francese Jacques Marie Boudin de Tromelin de La Nuguy, primo ufficiale della corvetta Dauphine che faceva parte della seconda spedizione di Kerguelen e che vi sbarcò nel 1776. Fino a quel momento l'isola era chiamata île des Sables, (isola delle sabbie) nome che le era stato dato nel 1721 da Jean Marie Briand De La Feuillée, comandante della nave La Diane della Compagnia francese delle Indie orientali.
Nel 1761 l'Utile, nave della Compagnia francese delle Indie Orientali, naufragò nei pressi dell'isola. I 122 membri superstiti dell'equipaggio riuscirono a ripartire due mesi dopo con la scialuppa Provvidenza, ricavata dal relitto dell'Utile. Abbandonarono però sull'isolotto una sessantina di schiavi superstiti dei 160 che la nave trasportava illegalmente, con promessa solenne di tornare a riprenderli quanto prima.
Fu solo nel 1776, con l'arrivo de La Dauphine, comandata dal cavalier di Tromelin, che i superstiti rimasti (sette donne e un bambino) vennero tratti in salvo.

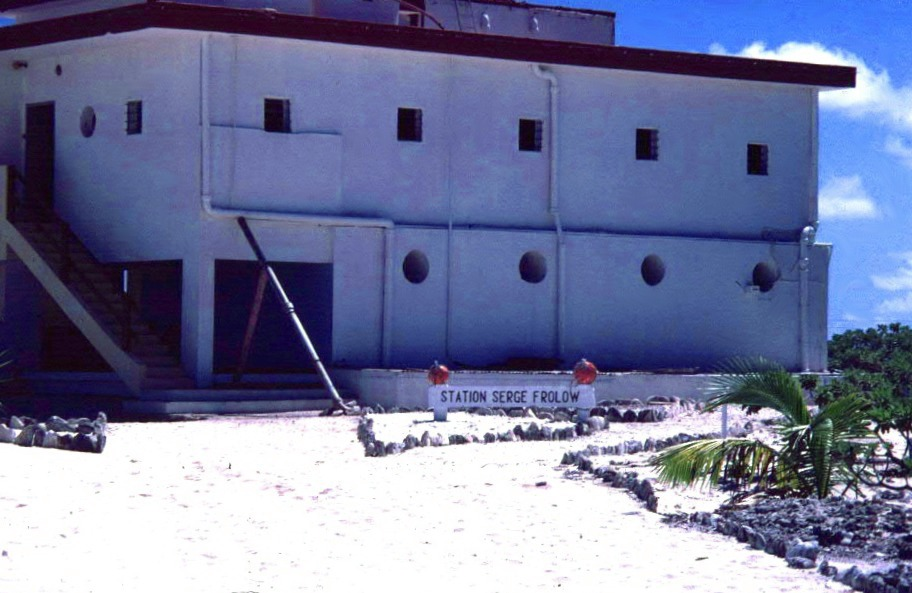
La stazione meteorologica "Serge Frolow" di Tromelin

Dal 1954 è sede di un'importante stazione meteorologica di Météo France intitolata al meteorologo francese Serge Frolow; i tecnici della stazione sono i soli abitanti dell'isola e il capo missione esercita la sovranità sull'isola per conto del governo francese. La stazione è fondamentale nello studio dei cicloni dell'oceano Indiano diretti verso il Madagascar
Tromelin è rivendicata da Mauritius per le sue acque molto pescose e per la zona economica esclusiva (ZEE), di ben 280 000 km².